# Gle Goh Kuta
Gle Goh Kuta är en kulle i Indonesien.   Den ligger i provinsen Aceh, i den västra delen av landet, 1 800 km nordväst om huvudstaden Jakarta. Toppen på Gle Goh Kuta är 188 meter över havet.
Terrängen runt Gle Goh Kuta är kuperad västerut, men österut är den platt. Terrängen runt Gle Goh Kuta sluttar österut.Runt Gle Goh Kuta är det tätbefolkat, med 297 invånare per kvadratkilometer. Närmaste större samhälle är Sigli, 17,1 km öster om Gle Goh Kuta. Trakten runt Gle Goh Kuta består till största delen av jordbruksmark.